# Dasysphecia bombiformis
Dasysphecia bombiformis är en fjärilsart som beskrevs av Rothschild 1911. Dasysphecia bombiformis ingår i släktet Dasysphecia och familjen glasvingar. Inga underarter finns listade i Catalogue of Life.